# Cosmoclostis
Cosmoclostis là một chi bướm đêm thuộc họ Pterophoridae.

## Các loài
- Cosmoclostis aglaodesma
- Cosmoclostis auxileuca
- Cosmoclostis brachybela
- Cosmoclostis chalconota
- Cosmoclostis gmelina
- Cosmoclostis hemiadelpha
- Cosmoclostis lamprosema
- Cosmoclostis leucomochla
- Cosmoclostis parauxileuca
- Cosmoclostis pesseuta
- Cosmoclostis quadriquadra
- Cosmoclostis schouteni